# Albert Dérozier
Albert Dérozier (Lyon, 5 de septiembre de 1933-Besançon, 9 de octubre de 1997) fue un hispanista francés.

## Biografía
Nacido en 1933 en Lyon, fue estudiante del Lycée du Parc de dicha ciudad. Estudió en la Universidad de Lyon, aprobó el concurso de español en 1956 y se convirtió en profesor de secundaria en Besançon. Desde 1960 fue Maître de conférences en la Universidad del Franco Condado en Besançon y constituyó el departamento de español. Se habilitó en 1968 en la Universidad de Toulouse con la tesis Manuel Josef Quintana et la naissance du libéralisme en Espagne (2 vols, París 1968-1970) y fue desde entonces hasta su jubilación en 1993 profesor de español en la Universidad de Besançon.
Amigo del historiador Manuel Tuñón de Lara, fue especialista en el liberalismo español de principios del siglo XIX, y en particular en la figura del poeta Manuel José Quintana, sobre el que ha escrito obras clásicas y al que consagró su tesis doctoral de dos tomos, una biografía muy documentada y un extenso apéndice documental que todavía permanece inédito. Falleció en octubre de 1997 en Besançon.

## Obras
- Les discussions sur la loi electorale espagnole en 1835 et en 1836: le gouvernment en échec S.l.: s.n., 1965.
- Escritores políticos españoles (1789-1854) selección y prólogo Albert Derozier. Traducción del prólogo Manuel Moya. Madrid: Turner, 1975.
- Les etapes de la vie officielle de Manuel Josef Quintana Bordeaux: Féret de Fils, 1964.
- L'histoire de la "Sociedad del Anillo de Oro", pendant le triennat constitutionel 1820-1823: la faillite du système liberal, Paris: "Les Belles Lettres", 1965 ([Bescançon-Neo-Typo]).
- Manuel Josef Quintana et la naissance du libéralisme en Espagne Paris: "Les Belles Lettres", 1968,[2] traducido al español como Manuel José Quintana y el nacimiento del liberalismo en España. Madrid: Turner, 1978.[3]
- Martín de Garay, ou le liberalisme des compromissions: Contribution aux recherches sur le liberalisme en Espagne au XIXe. siècle Paris: Les Belles Lettres, 1968.[4]
- Quintana, Poesías completas; edición, introducción y notas de Albert Dérozier. Madrid: Castalia, 1980.
- Polémiques sur un passage de Quintana S.l.: s.n., 1964.